# سیارک ۲۱۸۰
سیارک ۲۱۸۰ (به انگلیسی: 2180 Marjaleena، نامگذاری:1940RJ) دو هزار و صد و هشتادمین سیارک کشف شده‌است که در ۸ سپتامبر ۱۹۴۰ کشف شد.
قدر مطلق سیارک برابر ۱۱٫۰۰ است.